# Chalivoy-Milon
Chalivoy-Milon là một xã thuộc tỉnh Cher trong vùng Centre-Val de Loire miền trung Pháp.

## Dân số
| 1962                                | 1968 | 1975 | 1982 | 1990 | 1999 | 2006 |
| ----------------------------------- | ---- | ---- | ---- | ---- | ---- | ---- |
| 412                                 | 471  | 520  | 504  | 481  | 461  | 386  |
| Từ năm 1962 Dân số không tính trùng |      |      |      |      |      |      |